# عبد الملك الخيبري
عبد الملك الخيبري(13 مارس 1986) لاعب كرة قدم سعودي، ولاعب المنتخب السعودي سابقاً.

## الحياة الشخصية
عبد الملك هو شقيق كل من اللاعبين عبد الرحيم الخيبري وعبد الكريم الخيبري.

## مسيرته المحلية
كانت بداياته مع القادسية و انتقل إلى الشباب في عام 2008 و لعب معهم حتى عام 2016، حقق مع الشباب العديد من البطولات وانتقل بعدها إلى الهلال عام 2016 وحقق معهم الدوري وكأس الملك و عاد في عام 2019 لنادي الشباب و وقع مع نادي الرياض مطلع عام 2022.

## مسيرته الدولية
في يونيو عام 2018، تم أختيار الخيبري وضمه إلى التشكيلة النهائية للمنتخب السعودي والمُشاركة بمونديال كأس العالم 2018 في روسيا.

### احصائيات
اعتباراً من 14 يونيو 2018
| المنتخب السعودي | المنتخب السعودي | المنتخب السعودي |
| السنة           | الظهور          | الأهداف         |
| --------------- | --------------- | --------------- |
| 2010            | 1               | 0               |
| 2011            | 0               | 0               |
| 2012            | 2               | 0               |
| 2013            | 0               | 0               |
| 2014            | 6               | 0               |
| 2015            | 6               | 0               |
| 2016            | 7               | 0               |
| 2017            | 7               | 0               |
| 2018            | 2               | 0               |
| المجموع         | 31              | 0               |

## البطولات

### مع الشباب
- كأس الأمير فيصل بن فهد: 2009، 2010
- دوري المحترفين السعودي 2011-12
- كأس السوبر السعودي 2014
- كأس خادم الحرمين الشريفين: 2009، 2014

### مع الهلال
- دوري المحترفين السعودي:2016-17، 2017-18
- كأس خادم الحرمين الشريفين 2017

## روابط خارجية
- عبد الملك الخيبري على موقع الاتحاد الدولي (مؤرشف)  (الإنجليزية)
- عبد الملك الخيبري على موقع قاعدة بيانات كرة القدم.إي يو (الإنجليزية)
- عبد الملك الخيبري على موقع ناشيونال فوتبول تيمز (الإنجليزية)
- عبد الملك الخيبري على موقع Soccerway.com (الإنجليزية)